# Igelboda station
Igelboda station är en järnvägsstation på Saltsjöbanan i Igelboda, Nacka kommun. 

## Historik
Stationen invigdes 1913 i samband med att grenbanan till Solsidan öppnade och bestod då av två träperronger, ett stationshus och ett godsmagasin. I stationshuset fanns på bottenvåningen väntrum, bagagerum och expeditionssal på bottenvåningen medan övervåningen bestod av två bostadslägenheter.
Vid stationen sker tågbyte för resande från Solsidan till Stockholm eller omvänt. Det gamla stationshuset, ritat av arkitekten Gustaf Hugo Sandberg, brandskadades i februari 2013. Ägaren SL har ingen användning för byggnaden och önskar riva den, vilket mött visst motstånd, och 2019 står den kvar.
Avståndet till ändstationen Slussen i centrala Stockholm är 13 kilometer.

## Galleri

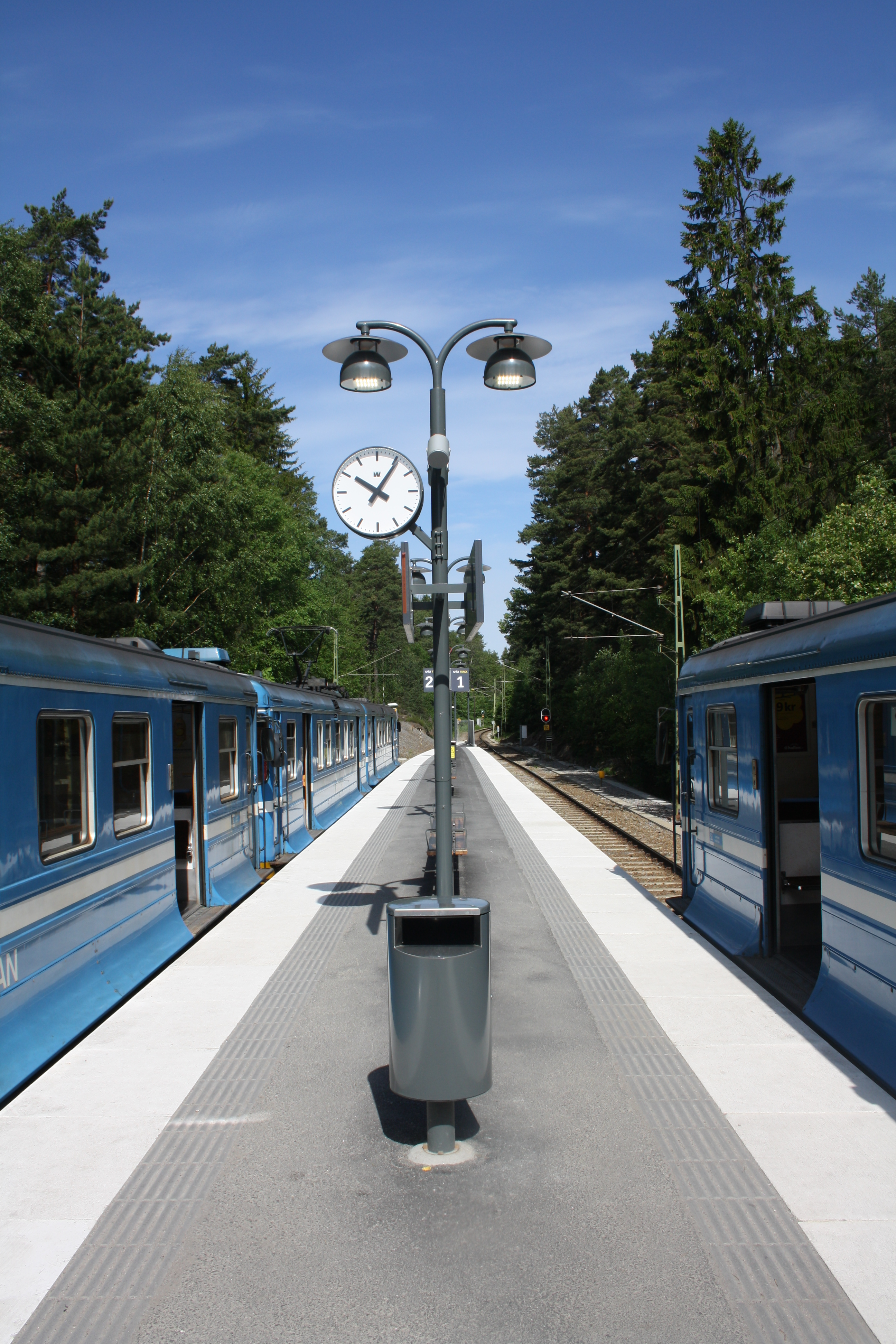
Perrongen
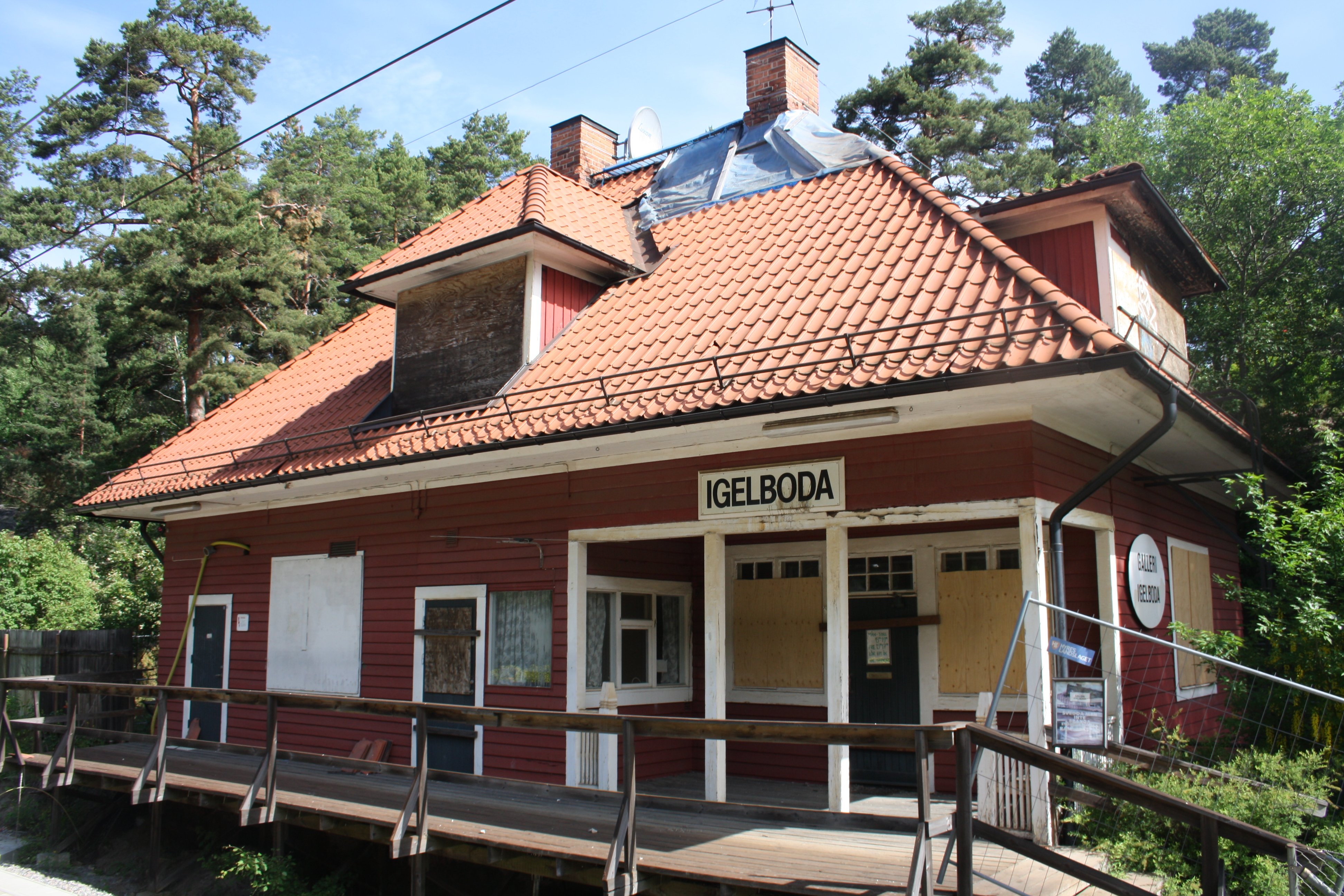
Stationshuset
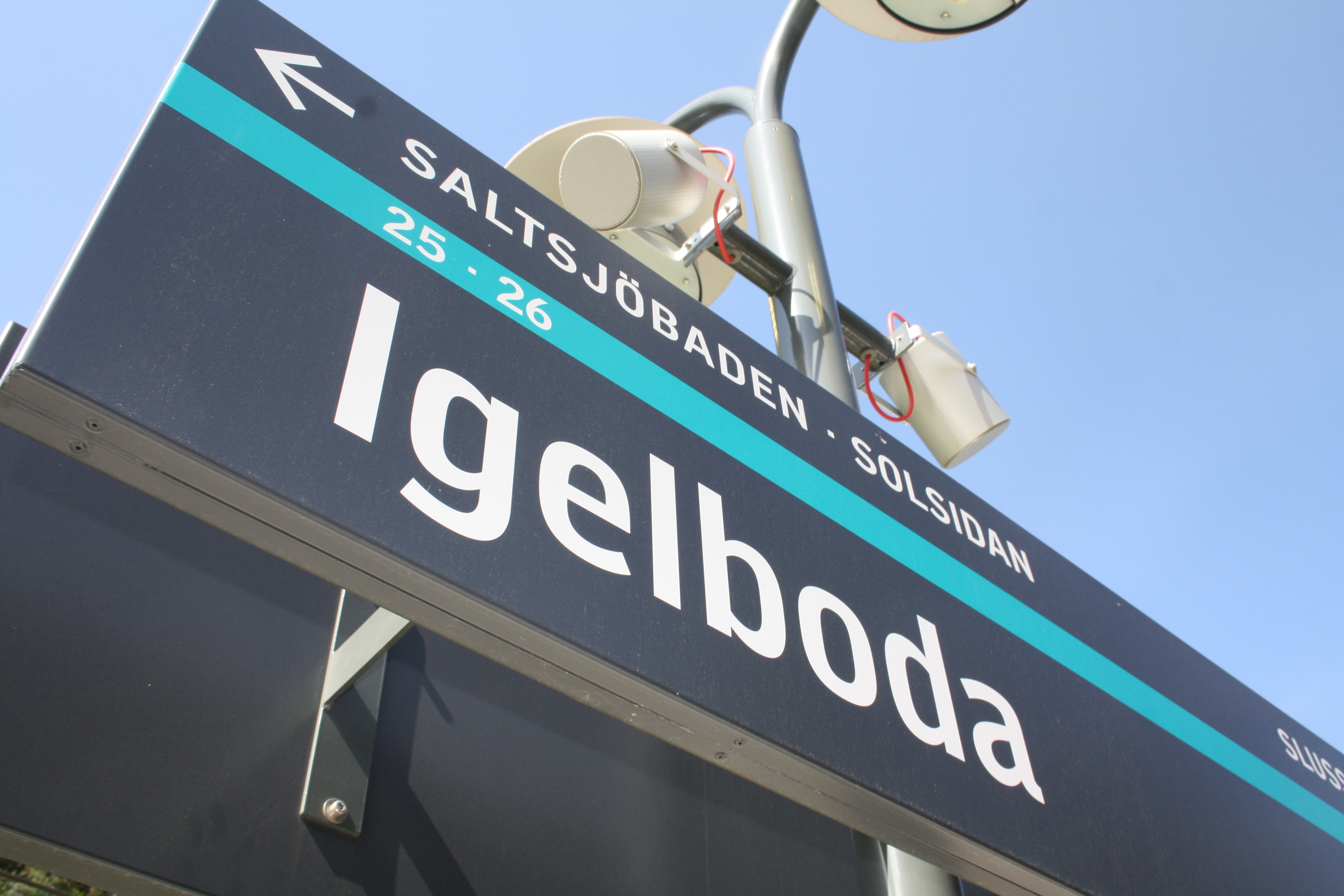
Stationsskylt
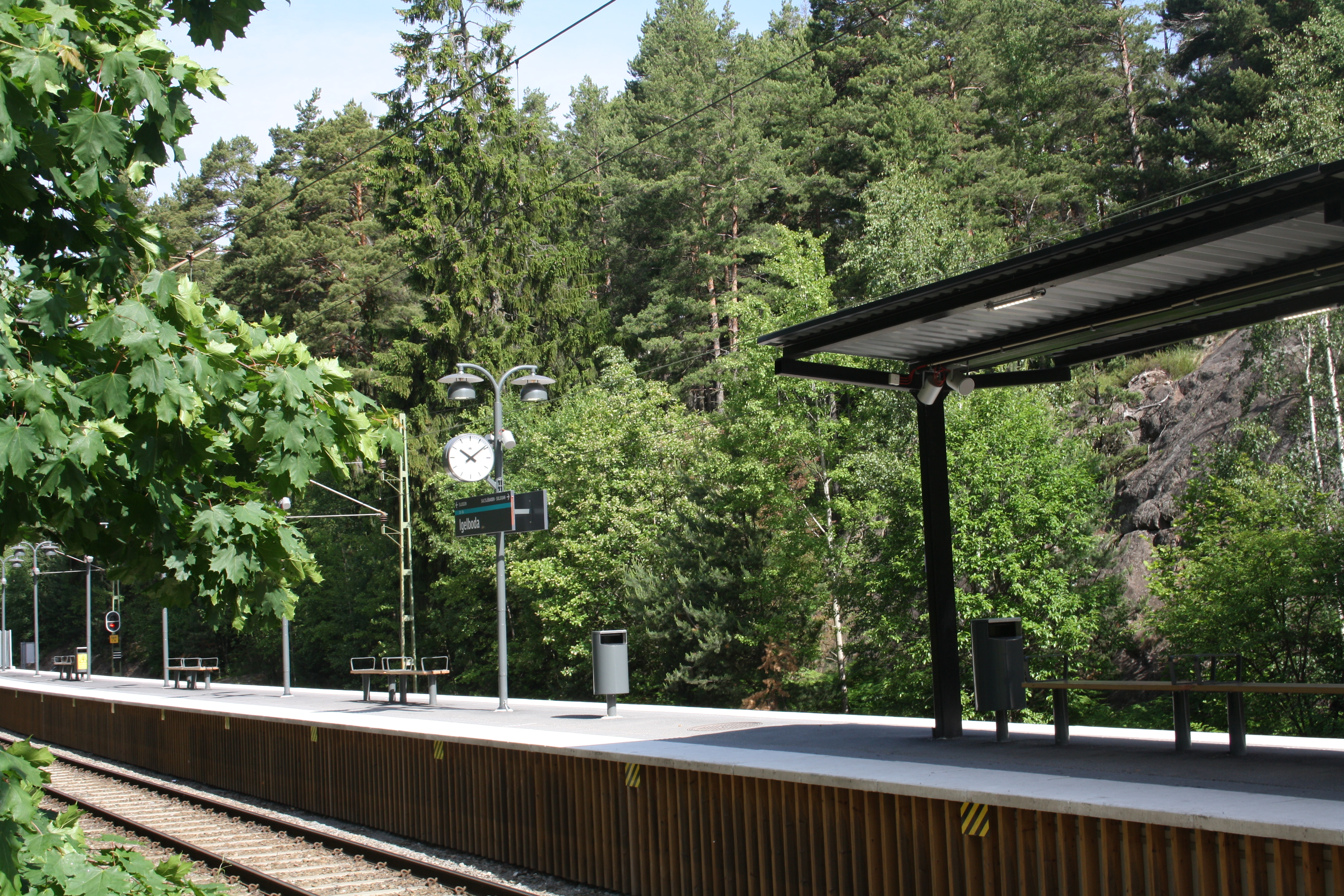
Stationen